# Vaccinium floribundum
El mortiño (Vaccinium floribundum) es una especie de planta de la familia Ericaceae, nativa del neotrópico de las zonas montañosas del noroccidente sudamericano. 
Especie emparentada con el arándano azul y el agraz silvestre.

## Descripción
Es un arbusto ramificado cuya altura llega hasta 2,5 m, de hojas muy pequeñas con el margen aserrado o crenado, nervación pinnada, flores de menos de 1 cm, solitarias o en racimos; tubo del cáliz articulado o no con el pedicelo, hipanto globoso, 5 lóbulos lanceolados; corola urceolada, blanca o rosada, con 5 lóbulos reflexos, estambres de 10, del mismo largo que el tubo de la corola, filamentos libres, anteras con túbulos cortos, dehiscencia apical poricida; ovario ínfero, 5 locular, estilo ligeramente más largo que el tubo de la corola. El fruto es una baya esférica de 5 a 8 mm de diámetro de color azul y azul oscuro, lisa, a veces glauca.

## Distribución
Nativa de Ecuador, Colombia y Perú es considerada una planta silvestre que crece en las parte altas de la cordillera (páramos del norte de la sierra andina). En Ecuador (en mayor proporción en Ángel en el Carchi hasta Tambo en Cañar).
Crece en un amplio rango altitudinal desde los 1600 hasta los 3800 m de altitud, se desarrolla en climas templados y fríos, con temperaturas de 8 a 16◦ C, en los bosques seco montano bajo y húmedo montano, en suelos húmedos y bien drenados.

## Taxonomía
Vaccinium floribundum fue descrita por Carl Sigismund Kunth y publicado en Nova Genera et Species Plantarum seu Prodromus (quarto ed.) 3: 266, t. 251. 1818[1819].
Etimología
Ver:  Vaccinium
floribundum  epíteto latino que significa "con muchas flores".

### Sinonimia
- Epigynium floribundum Klotzsch
- Metagonia marginata (Dunal) Nutt.
- Vaccinium crenulatum Dunal
- Vaccinium dasygynum S.F. Blake
- Vaccinium floribundum var. floribundum
- Vaccinium floribundum var. marginatum (Dunal) Sleumer
- Vaccinium floribundum var. ramosissimum (Dunal) Sleumer
- Vaccinium floribundum var. tatei (Rusby) Sleumer
- Vaccinium leiandrum S.F.Blake
- Vaccinium marginatum Dunal
- Vaccinium moritzianum Klotzsch
- Vaccinium moritzianum var. ovatum Klotzsch
- Vaccinium mortinia Benth.[2]
- Vaccinium polystachyum Benth.
- Vaccinium ramosissimum Dunal
- Vaccinium tatei Rusby
- Vaccinium thymifolium Klotzsch[6]

## Nombres comunes
Mortiño, uva de los Andes, manzanilla de cerro, raspadura quemada, uva de monte en (Ecuador), agraz en (Colombia) o macha macha, congama, pushgay en (Perú).

## Usos

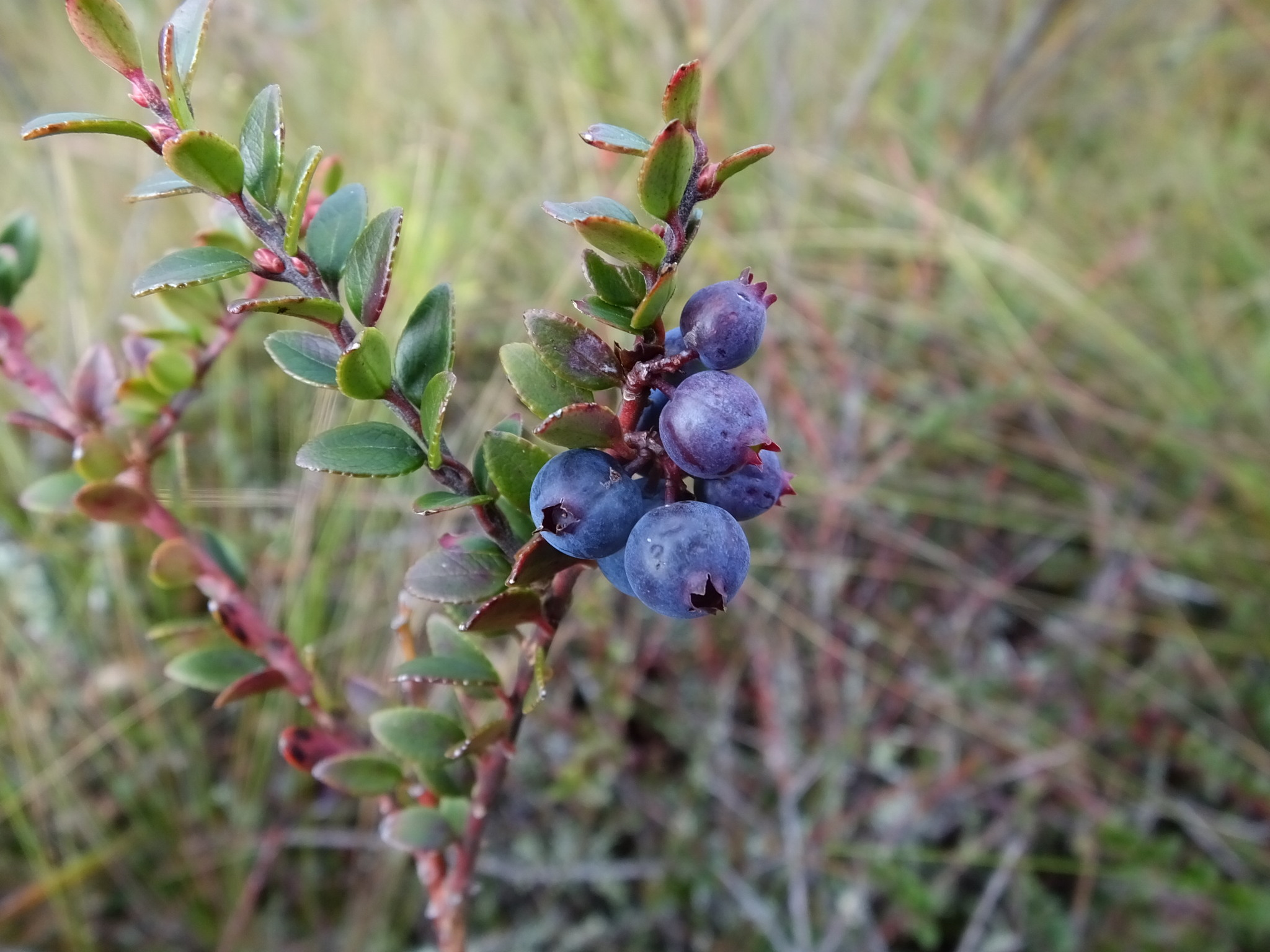
Frutos

### Gastronomía

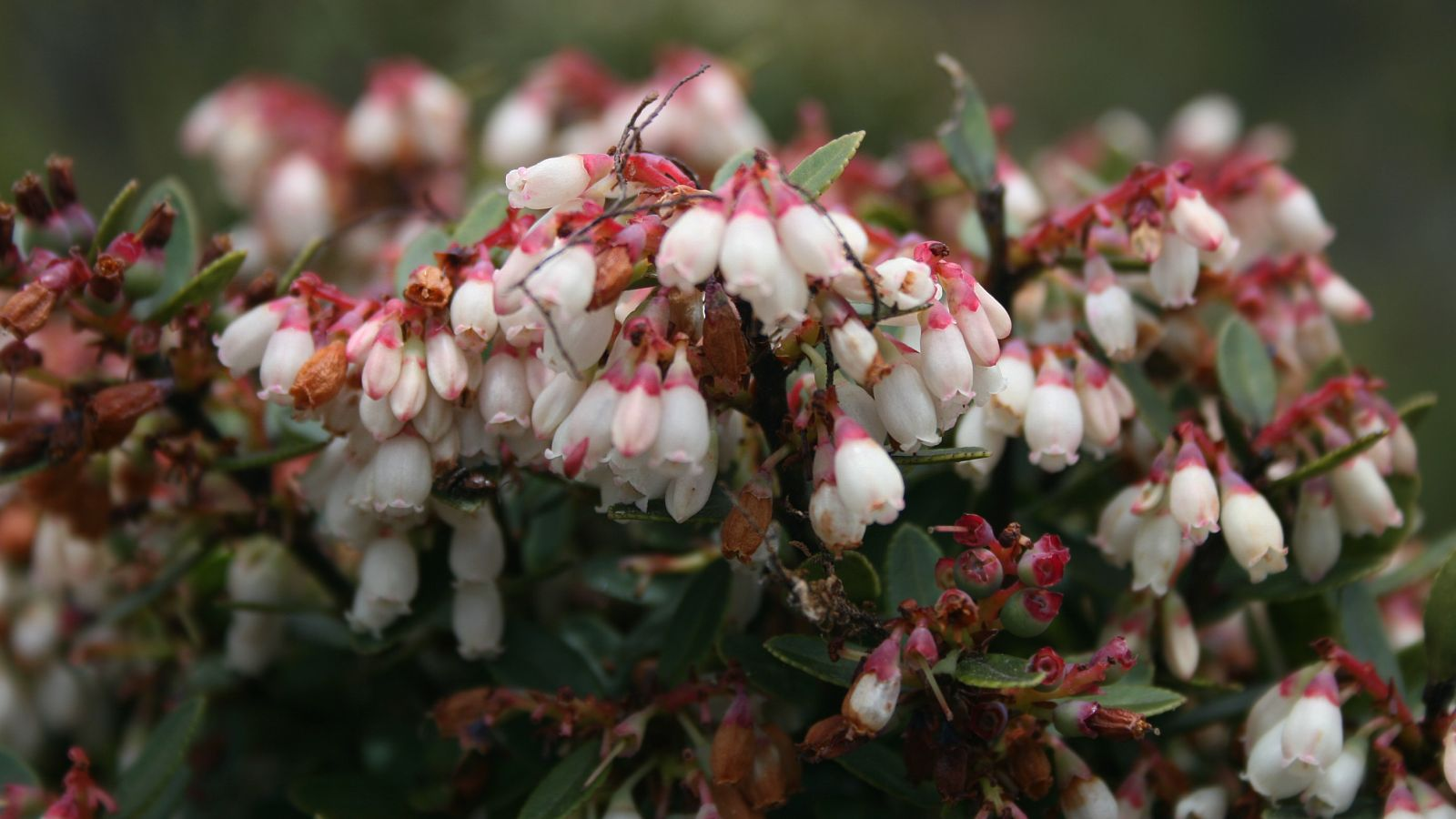
Detalle de las flores

En la actualidad, al igual que el con los frutos del agraz silvestre (Vaccinium meridionale), sus bayas se usan en la preparación de jugos, mermeladas y dulces. Tradicionalmente en Ecuador se consume la colada morada principalmente en el Día de los Difuntos, plato típico de la cultura popular.

### Medicina tradicional
Los campesino la suelen usar para tratar el reumatismo, fiebres y cólicos; se usa también para sanar la gripe, la borrachera y los dolencias del hígado y los riñones. Además para tratar dolencias pulmonares y la debilidad.

### Ornamental
El mortiño gracias a su forma y tamaño de sus hojas y flores es usado para la decoración de ambientes.

### Otros usos
Se suele emplear para dar forraje al ganado de borregos además como combustible y como especie que ayuda a la regeneración de espacios que han sido quemados (reforestación de páramos).